# Покровский, Виктор Александрович
Ви́ктор Алекса́ндрович Покро́вский (13 февраля 1897, Казань — 12 февраля 1990) — регент, переводчик и аранжировщик. Работал у митрополита Сергия (Тихомирова) в Свято-Воскресенском соборе (г. Токио, Япония) с 1924 по 1962 год, за исключением периода Второй мировой войны и нескольких лет после. Следуя традициям Русской православной церкви, проповедь Евангелия вёл на родном для местных жителей японском языке. В Японии он последовал традиции св. Иннокентия Московского, Николая Японского и преемника Николая митрополита Сергия. Касательно литургической музыки Японской Православной Церкви, Виктор Покровский послужил Владыке Сергию подобно тому, как Яков Тихай Святому Николаю. Виктору Александровичу успешно удалось объединить российскую литургическую мелодию с японским языком. Митрополит Сергий пригласил Виктора, эмигрировавшего из-за гражданской войны в России, в Токио, чтобы помочь ему переложить русские богослужебные произведения XIX и XX века на японский язык. Их тесное сотрудничество продолжалось до Второй мировой войны.

## Биография
Родился 13 февраля 1897 года[по какому календарю?], первый сын Александра Андреевича Покровского, священника церкви в селе Сухая Река под Казанью. Мать — Надежда Петровна, урождённая Исмаилова. Священнический род урожденных Гремячкиных во время правления Павла I получил фамилию Покровские в честь праздника, в который епископ посетил приход одного из священников — Покрова Пресвятой Богородицы (Покров).
До поступления в Императорский Казанский университет в 1914 году Виктор учился в течение четырёх лет в Казанской духовной семинарии. Будучи студентом, он пел в хоре Моррева, к которому также присоединился господин Иван Колчин (позже руководитель хора Свято-Троицкого собора в Сан-Франциско), и участвовал в классе в Казанском музыкальном училище Hummert. После трёх лет студенческой жизни он был призван в армию в качестве офицера, но был освобожден после Февральской революции. Затем вернулся в Казанский университет на четвёртый год.
После Октябрьской революции был отозван от армейской службы в Белой армии в 1918 году, чтобы в конечном итоге уйти в звании капитана. При наступлении Красной Армии был вынужден покинуть Казань и отступать с Белой армией через Сибирь. С конца гражданской войны он оказался в Маньчжурии и был выписан 12 мая 1923 года. Потеряв всё, в том числе свою семью, приступил к организации хора, чтобы заработать себе на жизнь. Так как до войны в Маньчжурии находилось большое русское население, которое поддерживало и управляло Транс-Сибирской железной дорогой, идущей до Владивостока, уклад жизни был доступен для него и позволял зарабатывать. Из-за революции и гонений на христианство в России Митрополия Харбина развивалась благодаря многотысячным эмигрантам-христианам.
После Великого землетрясения Канто 1 сентября 1923 года был серьезно поврежден Свято-Воскресенский собор в Токио, по этой причине архиепископ Сергий часто навещал Харбин, чтобы получить поддержку для восстановления собора. Кроме всего прочего, владыка Сергий искал способного лидера для хора в соборе. Среди кандидатов, которых архиепископ опросил, ему особенно полюбилась музыка Виктора Покровского, который руководил хором в церкви Святой Богородицы в Харбине. По приглашению архиепископа Виктор переехал в Японию в 1924 году, чтобы сформировать полномасштабный хор в Свято-Воскресенском соборе и перевести новые российские шедевры Архангельского, Кастальского и других композиторов на японский язык.
В течение следующих шестнадцати лет Виктор активно занимается организацией правого хора и изучением японского на таком уровне, чтобы переводить и создавать новые шедевры для хора. За это время он женился на русской молодой девушке, но испытал большую трагедию утраты, когда она умерла при родах, оставив ему сына. Пару лет спустя он снова женился на молодой даме из Харбина, от которой позднее имел двух дочерей.
Он и архиепископ, позднее положенный в митрополита всея Японии, работали в тесном сотрудничестве над хором и восстановлением собора, пока в 1940 году милитаристское правительство, отстаивая крайний национализм, вынудило уйти на пенсию неяпонских руководителей в Церкви Японии. По этой причине Виктору Александровичу пришлось искать новое место работы. Он был приглашен на должность в Сан-Франциско, но нападение на Перл-Харбор произошло до того, как его корабль смог покинуть Японию. Таким образом, он и его семья провели войну в Японии, первое время проживая в Йокогама, а потом, во время и после войны — в Каруидзава. В последний раз он виделся с митр. Сергием летом 1943 года, когда приезжал в Йокогама, чтобы крестить свою вторую дочь. Но в хаосе войны Виктор все же смог приехать из Каруизава на похороны владыки Сергия.
Годы войны оказались очень трудными, часто жили на голодном пайке, Виктора арестовывали по обвинению в шпионаже. Прошло много лет, прежде чем семья смогла вернуться в Токио, и после возвращения Виктор был приглашён новым правящим архиереем епископом Иринеем, чтобы возобновить свою работу управления хором Свято-Воскресенского собора. Он восстановил хор и продолжил работу, которая была прервана в 1940 году. Позднее, в 1962 году, Виктор  с женой и младшей дочерью эмигрировал в США, где управлял приходским хором до выхода на пенсию в 1972 году в Вене, штат Вирджиния. Скончался он 12 февраля 1990 года и был похоронен в Свято-Тихоновском православном монастыре (Южный Ханаан, Пенсильвания), в месте, которое, по его словам, напоминало ему о России, оставленной им много лет назад.

## Музыка
Виктору Покровскому было 27 лет, когда он приступил к исполнению своих обязанностей в соответствии с благословением митрополита Сергия. Подобно предыдущим русским миссионерам, святителю Николаю Японскому и митр. Сергию, он начал свою работу с обучения японскому языку. Как грамматические, так и символические различия между японской и славянской речью затрудняют перевод и соответствие слов и музыкальных нот. Это была тяжелая работа, и в решении этой задачи на протяжении многих лет ему помогал отец Иов Хиби и студент семинарист Иаков, который позднее был рукоположен отцом Иаковом. Он часто работал до двух или трёх часов утра.
Покровский много работал над созданием соборного хора, и в этой работе также имел полную поддержку владыки Сергия. Он был очень строг во время репетиций, нередко доводя молодых девиц до слёз, но делая это из любви к музыке и стараясь достичь превосходного целостного пения хора. Репетиции проходили два раза в неделю, по вечерам в среду и в воскресенье во второй половине дня. Часто Сергий сидел позади, слушая пение, и даже упрекал некоторых ленивых членов хора.